# دبورا امبرس
دبورا اومبرس یک درگ کوئین و بازیگر اسپانیایی است که به خاطر اولین مجری تلویزیونی درگ این کشور مشهور است. نام هنری دیاز، دبورا اومبرس، بازی با کلمات در اسپانیایی است. دبورا در وایادولید هنرهای دراماتیک خواند. در اواخر دهه ۱۹۹۰، گرتا گارولا و دبورا با الهام از ماجراهای پریسیلا، ملکه دسر، یک نمایش درگ کاباره ساختند.

## فیلم‌شناسی
- ام تی وی هات (۲۰۰۱–۲۰۰۴)
- دبورا و ال سکسو (۲۰۰۲–۲۰۰۴)
- جزیره معروف (۲۰۰۴)
- هر که بیفتد (۲۰۰۵)
- قلب شکن (۲۰۰۶)
- لالولا (۲۰۰۸)
- تلویزیون صورتی (۲۰۰۷–۲۰۰۹)
- خانم کارینگتون (۲۰۰۹)
- من می‌خواهم الهی باشم (۲۰۱۰)
- تماس اسپانیایی، نسخه آلوها (۲۰۱۷)

## تولیدات
- مامان، من می‌خواهم جدی باشم! (۲۰۰۲–۲۰۰۹)
- او احمق است، او احمق است (۲۰۰۹–۲۰۱۰)

## کتاب‌ها
- چند وزغ را باید ببوسید تا یک شاهزاده پیدا کنید؟ (آگیلار، ۲۰۰۵).
- ارتباط با خورشید (لامد، ۲۰۱۰).